# Calmar Township (Iowa)
Calmar Township est un township, du comté de Winneshiek en Iowa, aux États-Unis.